# ホルヘ・イリアルテ
ホルヘ・ルイス・イリアルテ・ゴンサレス（Jorge Luis Yriarte González , 2000年3月4日 - ）は、ベネズエラ・ララ州バルキシメト出身のプロサッカー選手。スペイン・プリメーラ・フェデラシオンのレアル・ムルシアに所属している。ポジションはMF。

## 来歴
2017年にデポルティーボ・ララのトップチームに17歳で昇格し、同年シーズンの国内リーグ戦の5月22日のアラグアFC戦でプロデビュー。以降出場機会が増え、2019年シーズンは先発に定着した。
2019年6月21日、スペイン・プリメーラ・ディビシオンのSDエイバル傘下のCDビトリアに、買取オプション付きの1年間のローン移籍で加入することが発表された 。2020年夏に完全移籍となり、2022年にトップチームに昇格した。

## 代表経歴
プロデビューした2017年にU-17のベネズエラ代表に招集されて以降、ユース世代の代表に定着し、2019年にはU-20代表で南米ユース選手権に出場した。